# Cerkev sv. Mohorja in Fortunata, Žužemberk

## Opis
Cerkev svetega Mohorja in Fortunata ima tri oltarje (en glavni in dva stranska) in križev pot ter 35-registrske baročne orgle s tremi manuali, blagoslovljene leta 2005.
Cerkev stoji na razglednem griču nad Žužemberkom. Gre za dvostolpno baročno cerkev, zgrajeno v drugi polovici 18. stoletja. Med drugo svetovno vojno je bila požgana, pri čemer je bila uničena vsa baročna oprema, razen Marijinega kipa. Leta 1993 je bila cerkev ponovno zgrajena pod vodstvom arhitekta Franceta Kvaternika, ob tem pa so pozidali tudi župnišče. Glavni in Marijin oltar sta bila obnovljena na podlagi arhivskih fotografij. Ob Materi Božji stojita sveta Mohor in Fortunat.
V cerkvi so ustavarjali različni umetniki, kot so Tone Perko (oltarne slike farnih zavetnikov ter piete v stranskem oltarju), Maša in Nikolaj Mašuk (14 postaj križevega pota), Miha Legan - domači rezbar (okrasje na orglah, pozlačen baročni okvir na glavnem oltarju ter na stranskem oltarju, zlati okvirji pri križevem potu in še mnoge druge stavritve).